# Sherif Kallaku
Sherif Kallaku est un footballeur albanais né le 1er mars 1998 à Fushë-Krujë. Il joue au poste de milieu au Sepsi OSK.

## Biographie

### En club
En juillet 2017, il signe son premier contrat professionnel avec le KF Laç. Le 10 septembre 2017, il joue son premier match contre le Partizani Tirana. 
Lors de la saison 2019-2020, il se met en évidence en inscrivant 14 buts en championnat avec l'équipe du KF Teuta. Il est notamment l'auteur d'un doublé lors de la réception du FK Kukësi, puis d'un triplé sur la pelouse du Luftëtari Gjirokastër.

### En sélection
Avec les espoirs, il inscrit un but contre l'Autriche en septembre 2020. Ce match gagné 1-5 rentre dans le cadre des éliminatoires de l'Euro espoirs 2021.
Il a fait ses débuts en équipe nationale senior le 11 octobre 2020 lors d'un match de la Ligue des Nations contre le Kazakhstan.

## Palmarès
| KF Laç - Coupe d'Albanie : - Finaliste : 2017-18. |  | KF Teuta Durrës - Coupe d'Albanie (1) : - Vainqueur : 2019-20. |